# École de Merimasku
L'école de Merimasku (finnois : Merimaskun koulu) est une école  située dans le quartier  de Merimasku à Naantali en Finlande.

## Présentation
L'école de Merimasku est située sur l'île d'Otava à proximité de la route de liaison 1930.
L'école fait partie du complexe de maisons familiales de Merimasku.
C'est une école primaire accueillant environ 137 élèves dans sept groupes éducatifs. 
L'école assure les services d'éducation spécialisée et de préparation VALMO destinée aux élèves dont les langues maternelles ne sont ni le finnois ni le suédois et les prépare à l'enseignement de base,.

## Équipements
L'école Merimasku dispose d'une salle de sport 281 m², d'un terrain de basket, d'un terrain de volley, d'un terrain de badminton, d'une  table de ping-pong et d'une salle de floorball